# 天一总局旧址
天一总局旧址位于中国福建省漳州市龙海区角美镇流传村。
「天一」取自汉儒董仲舒的《春秋繁露·深察名号》中的「天人之际，合而为一」，即天道与人道，自然与人合而为一。寓意天下一家，表达了郭有品创办侨批局的仁爱之心，也缩短了海外侨民与家乡眷属的万里之隔。2006年被列为第六批全国重点文物保护单位。

## 历史

### 创立
天一总局全称“郭有品天一汇兑银信局”，又称天一信局、天一批局。系由旅居菲律宾华侨郭有品于公元1880年（清光绪六年）在其家乡（时称龙溪县流传社，即现在的漳州市台商投资区流传村）创办的。为南洋华侨办理邮寄信件、物资等业务。

### 发展
初办时称“天一批郊”。1892年（清光绪十八年）扩大为四个局、设总局于流传社，外设厦门、安海（晋江）、吕宋（菲律宾）。1896年注册为郭有品天一信局，1902年改为郭有品“天一汇总银信局”。
天一信局的创办至少比我国正式设立的邮政机构早了16年，可说中国第一邮局。

### 形成
1911年时分局达28家，国外扩大到苏洛、怡六岸、甲塔育以及马来西亚的槟城、大呲叻、荷属印度尼西亚的井里汶、吧城、垄川、泗水、巨港、万隆，暹罗（泰国）的曼谷、通扣，安南（越南）的把东、西贡，新加坡的实叻以及缅甸的仰光等七个国家21个分局，国内发展到漳州、浮宫、泉州、同安、香港等7个分局。1911至1921年间，又增设马来西亚的吉隆坡、柬埔寨的金塔以及上海、港尾等4个分局。
鼎盛时期的天一银信局年侨汇额达千万元大银，1920年达到最高峰4400万元，占当时闽南一带侨汇总额的三分之二，是中国历史上规模最大、分布最广，历时最长的早期民间私营侨批信局。

### 停业
1921年后，东南亚一带因战后经济变迁导致物丰价廉，经济不景气，侨商经济严重受损，歇业归国华侨日益增多，侨汇便不如往昔，外加同行业的激烈竞争，天一银信局的利润锐减。
1923年（民国十二年），新加坡邮政局废除民信包封并提高民信邮资。1925年（民国十四年），民国邮政总局又照会海峡殖民地总邮务局，又将民信邮资再增加一倍；1927年（民国十六年）又传闻中国银行准备改组为国际汇兑银行，天一总局在常遭军政勒借且香港、吕宋分局严重亏损的状况下，于1928年1月18日宣布停业，并将分局房产转卖以弥补亏空。天一银信局的停业，曾引起闽南金融界的短时间波动。

## 建筑
1911年，宛南楼建成。后又购置北邻民宅一座，良田二十亩，历经近十年修建，于1921年（民国十年）建成办公楼北楼，后花园陶园。

### 北楼
北楼建成于1921年，坐北朝南，砖木结构，为西式二层楼房。整座大楼别具“南洋”风格，是典型的中西合璧式建筑，结构优雅大方、雕花刻栋、古色古香。楼内墙上还保存有红四军十一师的标语数处。

### 宛南楼
北楼向西并列是三进式大厝，两旁紧栓双边雨屋、屋后紧连“宛南楼”，北楼与宛南楼之间有钢筋混凝土天桥连接。

### 陶园
原来的“陶园”占地3000多m2，建有亭台、楼榭、假山、猴洞、鱼池、花圃、石砌小道曲径通幽、群花争艳、草木显秀。在当时农村之中可谓鹤立鸡群、一花独秀。

## 文化

### 兴学
郭有品富庶后，不忘家乡父老，于1898年兴办义塾，聘请塾师任教，村里学童免费入学，塾师的食宿，薪金由天一信局提供。
郭有品病逝后，郭行钟秉承父愿，于1905年捐献十亩良田作为尚书田，改义塾为私立流传高·初二等小学（即流传小学），扩聘教师，兴建教室及教员宿舍，郭行钟自任校长，学生规模八十人左右。流传小学首届学生毕业生考试时，龙溪县县丞曹本章亲临监考，成绩优异学生倍受嘉奖。
天一银信局除免费为教师提供膳食外，对已婚育的女教师还雇佣保姆替女教师照顾孩子，成为一时佳话。
1921年又捐赠旧办公楼扩建教室，成立龙溪县七区第一私立流传女子国民学校。1928年停业时仍为流传小学每年提供二千四百元银洋作为办学经费，直至五十年代初公立流传小学建立。

### 济贫
1898年兴办唤醒堂，为贫苦乡人施药施棺，周济族亲，每逢月十五雇塾师在唤醒堂传孔孟之道，讲忠孝故事等，教育后人克己复礼，忠孝勤俭，并同族人共订族规，严禁族人吸鸦片，赌博，清除社内娼馆，对一些不务正业屡教不改者，资助船费遣往南洋谋生，深得乡人称赞。
天一银信局兴学济贫之举，得到清朝廷与民国政府的赏识，郭行钟与清光绪末年被清朝廷封为龙溪县县丞。

### 诗句
漳（州）汀（长汀）龙（岩）道伊陈培锟为天一总局办公楼北门题写门匾‘北楼’及对联‘北向三溪水，广连万石桥’。
清末台湾秀才郭安甫撰‘天涯任你书传竹，一纸凭君信问梅’。
漳州学者徐飞仙题‘天上雁宇连云至，一尺渔书傍水来’。